# Коста Рацин
Коста Кочо Рацин (мкд. Коста Апостолов Солев Рацин; Велес, 22. децембар 1908 — Лопушник, 13. јун 1943) био је македонски и југословенски песник. Рацин је био најистакнутији песник, прозаиста, критичар, историјски мислилац, родољуб и најпознатији македонски интелектуалац између два светска рата.

## Биографија
Рођен је 22. децембра 1908. године у Велесу. Потиче из сиромашне породице. Његови родитељи Марија и Апостол, нису имали новца да га школују, па је 1918. године морао да напусти редовно школовање и почне да учи грнчарски занат. Његова жеља за образовањем је била велика и он је почео да се самообразује.
Године 1924. дошао је у додир са марксизмом и постао члан СКОЈ-а.
Прво литерарно дјело које је Рацин написао били су “Синови глади“, на српском језику, а дјело је објављено 1928. године у загребачком листу „Критика“. Заједно са пјесницима Ђорђевићем и Аксићем, Рацин објављује 1932. године у Скопљу збирку пјесама на српском језику, под називом "1932.", чиме на велика врата улази у српску књижевност. У исто вријеме, Рацин објављује и друге пјесме, приче и чланке са различитом тематиком. У чланцима са историјском тематиком, све више иступа као заштитник македонске националне ствари. Заједно са македонским студентима показивао је отпор професору археологије Вулићу на Београдском универзитету због његовог отвореног непризнавања македонског народа чија је предавања бојкотовао (у договору са хрватским студентима), а позната је и његова дебата са истим професором коме је аргументовано доказао да македонски народ постоји.
Једина самостална збирка пјесама „Бели мугри“ ("Бијеле зоре") објављена је у Загребу 1939. године, на македонском језику (велешком дијалекту). Она је због своје националне, језичке и комунистичке конотације придобија популарност међу македонском народу у Вардарској Македонији. У лексици и правописној форми, Рацин је под јаким утицајем Крсте Петкова-Мисиркова и на неки начин ова збирка постаје основа за касније кодифицирани македонски књижевни језик, који је такође базиран на велешком говору. Кочо Рацин би се у ширем смислу могао сматрати и бугарским писцем, будући да је написао 6 необјављених песама и на бугарском књижевном језику, којим је такође владао.
Постоје двије верзије његове смрти. По првој, Рацин је убијен грешком када се враћао у партизански логор у Лопушнику, а по другој је намјерно убијен.
У његову част се одржавају „Рациновите средби“, а његова родна кућа у Велесу данас је претворена у спомен музеј.
Према једној причи, Коста Солев је промијенио презиме у Рацин из љубави према једној Раци.